# Едмунд Бернацький

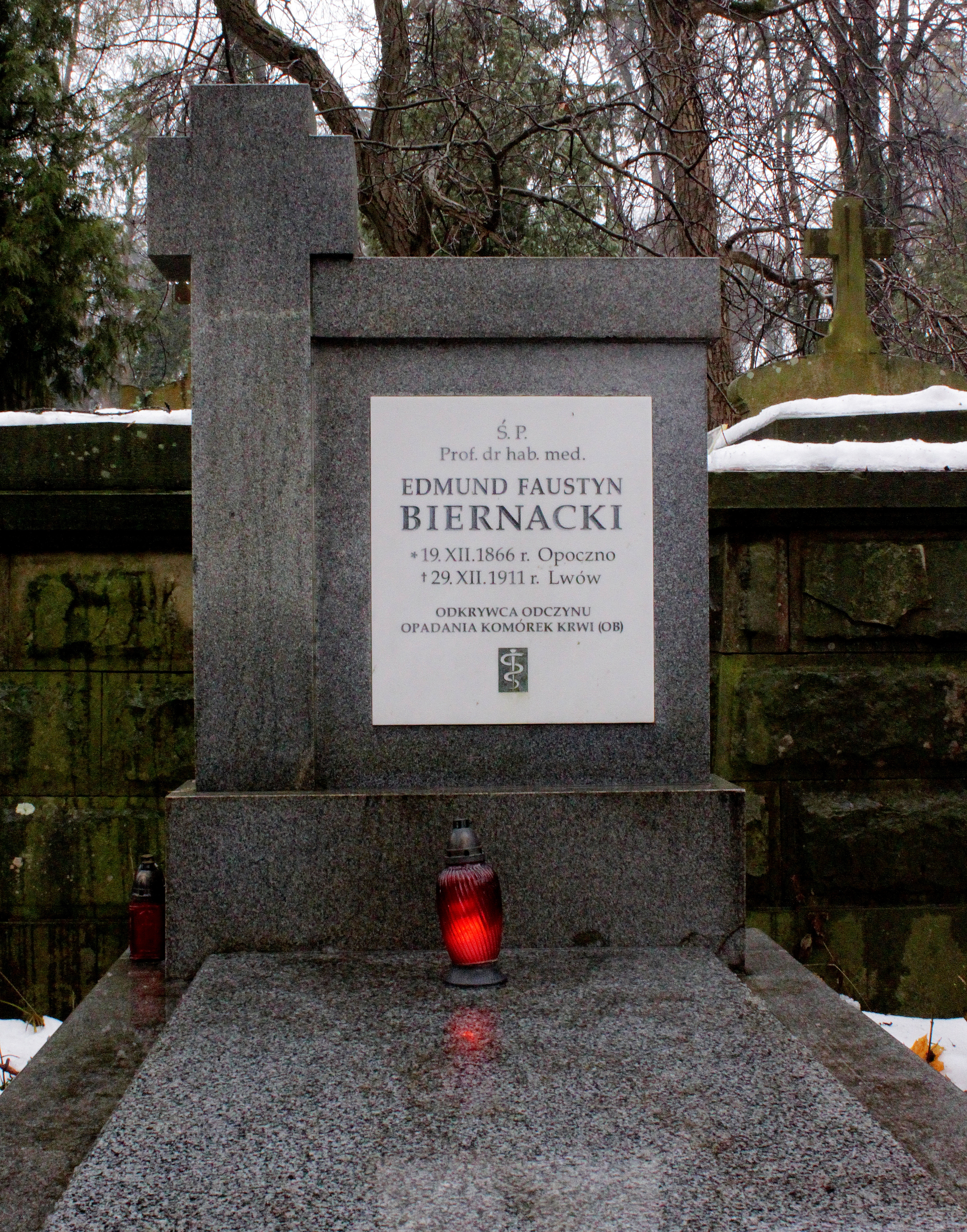

Едмунд Фаустин Бернацький (пол. Edmund Faustyn Biernacki; народився 19 грудня 1866 в Опочно — помер 29 грудня 1911 у Львові) — польський лікар, патолог і невролог, філософ медицини, доцент Львівського університету. Першовідкривач діагностичного значення швидкості осідання еритроцитів (реакція Бернацького) у 1897 році. Брат фізика Віктора Бернацького.

## Біографія
Син чиновника Адольфа Порай-Бернацького та Йоанни, уродженої Барановської. Він відвідував чоловічу державну гімназію в Кельце та Люблінську чоловічу гімназію, яку закінчив у 1884 році. Вивчав медицину у Варшавському університеті, де в 1889 році отримав медичний диплом cum eximia laude (з виключною похвалою). Незабаром він розпочав наукову роботу на кафедрі фармакології під керівництвом Лазара Тумаса. У 1888 році медичний факультет університету нагородив Бернацького золотою медаллю за його роботу «Вплив сольових розчинів, що вводяться під шкіру» . У 1889 році призначений завідуючим клінікою внутрішніх хвороб. У жовтні 1890 року завдяки стипендіїКаси Мяновського побував у науковому закордонному відрядженні. У Гейдельберзі він працював з Вільгельмом Ербом і Вільгельмом Кюне, в Парижі з Жаном-Мартеном Шарко і Жоржем Гаємом. Після повернення до Варшави став керівником діагностичної клініки Михаїла Зенця.
З 1902 року жив у Львові, з 1908 року став доцентом Львівського університету. Влітку він поїхав до Карлсбада, де вів успішну приватну практику. Раптово помер 29 грудня 1911 року внаслідок аневризми серця . Його могила знаходиться на 59 полі Личаківського цвинтаря у Львові .

## Особисте життя
Був одружений з Кароліною (Казимерою Катажиною), уродженою Рудовська з Румоки. У них народилася дочка Анна (1892 р.н.), яка вийшла заміж за адвоката та громадського діяча Станіслава Брила . Едмунд мав двох братів, один з них, Віктор (1869—1918), був фізиком, інший, ім'я невідоме, був інженером у Кам'янську.

## Академічні досягнення
Він першим спостерігав залежність між швидкістю осідання клітин крові в плазмі і загальним станом організму. Для вимірювання швидкості осідання еритроцитів він сконструював скляний мірний циліндр.
Свої твори публікував у 1894 і 1897 польською та німецькою мовами. Однак у зарубіжній літературі відкриття тесту приписують Роберту Р. С. Фареусу, який робив спроби використовувати ШОЕ як тест на вагітність, і Альфу В. А. Вестергрену, який у 1921 році описав прискорене осідання клітин крові при туберкульозі.
Тест під назвою тест Бернацького (ШОЕ) все ще залишається популярним. Значення вище норми можуть свідчити про наявність запалення або можливого пухлинного процесу.
Він є автором першого польського підручника з гематології. Він також описав симптом паралічу ліктьового нерва при сифілісі (симптом Бернацького).
Він також займався філософією медицини і належав до польської школи філософії медицини .

## Вибрані твори
- O własności środków przeciwfermentacyjnych wzmagania i wstrzymywania fermantacyi wyskokowej i o pewnéj zależności ich siły od budowy chemicznéj. Warszawa: dr. K. Kowalewskiego, 1887
- Wpływ wprowadzonych pod skórę rozczynów solnych (1888)
- Hypnoza u żab przy różnorodnych środkach; przyczynek do nauki o hypnotyzmie; badanie doświadczalne. Przegląd Lekarski 27, s. 167; 183; 197; 210; 224; 240 (1889)
- Przypadek hystero-neurastenii u mężczyzny. Kronika Lekarska 11, s. 1-13 (1890)
- Ueber die Eigenschaft der Antiseptica, die Alcoholgährung zu beschleunigen und über gewisse Abhängigkeit ihrer Kraft von der chemischen Baustructur, der Fermentmenge und der Vereinigung mit einander. Pflügers Archiv European Journal of Physiology. 49 (3): 112—140. 1891. doi:10.1007/BF01662157.
- Nowsze prace nad odpornością (immunitas) i leczeniem chorób zakaźnych. Gazeta Lekarska 12, s. 588; 610; 631 (1892)
- O nadczułości i bólach pochodzenia mózgowego. Gazeta Lekarska 13, s. 169; 198 (1893)
- Analgesia der Ulnarisstammes als Tabessymptom. Neurologisches Zentralblatt 12, s. 242—246 (1894)
- Afazya w świetle badań współczesnych: szkic literacko-krytyczny. Warszawa: Druk K. Kowalewskiego, 1894
- Blutbefunde bei der asiatischen Cholera. Centralblatt fur Bakteriologie, Parasitenkunde und Infektionskrankheiten 19, s. 15 (1896)
- Myelopathia endoarteriitica acuta, nebst Bemerkungen über die „Druckempfindungslähmung“. Deutsche Zeitschrift für Nervenheilkunde. 10 (3): 173—221. 1897. doi:10.1007/BF01668170.
- Die Aphasie im Lichte der neuesten Untersuchungsmethoden der Herz- und Lungenkrankheiten (1896)
- Die spontane Blutsedimentirung als eine wissenschaftliche und praktisch-klinische Untersuchingsmethode. Dtsch. Med. Wschr. 1897; 48: 769—772
- Über Wesen und Grenzen des Ärztlichen Wissens (1899)
- Istota i granice wiedzy lekarskiej (PDF). Biblioteka Dzieł Wyborowych nr 81. Warszawa: Drukarnia Granowskiego i Sikorskiego. 1899.
- Beobachtungen über die Glykolyse in pathologischen Zuständen, insbesondere bei Diabetes und functionellen Neurosen. Ztschr. f. klin. Med. 41, s. 332—356 (1900)
- Chałubiński i obecne zadania lekarskie: z powodu dziesiątej rocznicy śmierci Tytusa Chałubińskiego. Warszawa: skł. gł. w Księgarni J. Fiszera, 1900
- Die moderne Heilwissenschaft, Wesen und Grenzen des ärztlichen Wisens. Leipzig: B. G. Teubner, 1901
- Zasady poznania lekarskiego. Warszawa, 1902
- Pro domo mea: kartki z dziejów nauki polskiej. Warszawa, 1902
- W sprawie patologii i terapii nerwic czynnościowych / podał E. Biernacki (z powodu broszury Teodora Dunina: «Zasady leczenia neurastenii i histeryi»). Warszawa 1902
- Sprawność lecznicza żelaza. Przegląd Lekarski (1903)
- Sovremennaâ medicina, suščnost' i preděly vračebnago znanìâ. S.-Petersburg: V. V. Bitner, 1903
- Zarys patologii krwi. Warszawa: Druk K. Kowalewskiego. 1905.
- Co to jest choroba?. Lwów: H. Altenberg; Warszawa: E. Wende. 1905.
- W sprawie nawykowego zaparcia stolca. Przegląd Lekarski (1909)
- W sprawie terapii padaczki. Gazeta Lekarska (1910)
- Kochsalz und kaliumsalz. Zeitschrift für experimentelle Pathologie und Therapie. 8 (3): 685—694. 1911. doi:10.1007/BF02731163.